# 6 Dywizja Górska (III Rzesza)
6 Dywizja Górska (niem. 6. Gebirgs-Division) – dywizja górska Wehrmachtu.
Została utworzona 1 czerwca 1940 r. na poligonie Heuberg w Wittenbergii na bazie 139 pułku piechoty z 3 Dywizji Górskiej. W jej skład wchodzili żołnierze z Bawarii, a także mniej liczni Austriacy. 

## Szlak bojowy
Dywizja początkowo stacjonowała we Francji, gdyż miała brać udział w planowanej inwazji na Wielką Brytanię. Później uczestniczyła w kampanii bałkańskiej, zajmowała Saloniki i Ateny oraz w niewielkim stopniu uczestniczyła w desancie na Kretę. W 1941 r. została przerzucona do Norwegii a następnie do północnej Finlandii. Była aktywna w Laponii do schyłku 1944 r. Gdy Finlandia wycofała się z wojny, 6 Dywizja Górska wycofała się do Norwegii i pozostała tam do kapitulacji w maju 1945 r.

## Dowódcy dywizji
- Generalmajor Ferdinand Schörner, od 31 maja 1940,
- Generalleutnant Christian Philipp, od 17 stycznia 1942,
- Generalmajor Max-Josef Pemsel,  od 20 sierpnia 1944,
- Oberst Josef Remold, od 20 kwietnia 1945[1].

## Skład
- 141. pułk strzelców górskich
- 143. pułk strzelców górskich
- 47. batalion przeciwpancerny
- 118. pułk artylerii górskiej
- 96. batalion łączności
- 91. górski batalion inżynieryjny
- 91. batalion zapasowy
- 91. dywizyjne oddziały zaopatrzeniowe